# Joseph Seppelt

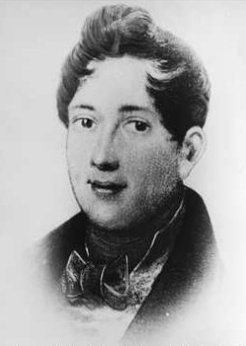
Joseph Ernest Seppelt

Joseph Ernst Seppelt (* 1813 in  Wüstewaltersdorf, Provinz Schlesien, Königreich Preußen, heute Walim, Powiat Wałbrzyski, Woiwodschaft Niederschlesien, Polen; † 29. Januar 1868 in Seppeltsfield, Australien) war ein deutscher Händler von Tabak und Spirituosen.
1849 emigrierte Seppelt nach South Australia, wo er die Staatsbürgerschaft erhielt. Hier war er als Winzer im Barossa Valley erfolgreich und gründete die erste Weinkellerei, die sich später zur größten Kellerei Australiens entwickeln sollte.

## Frühes Leben
Seppelts Vater hatte an Napoleon Bonapartes Russlandfeldzug 1812 teilgenommen und brauchte elf Jahre, um nach der Aufgabe Moskaus nach Hause zu gelangen. Joseph Seppelt war somit bereits etwa zehn Jahre alt, als er seinen Vater zum ersten Mal traf. In seinem liberalen Elternhaus erhielt er eine Ausbildung in Musik und Kunst. Als junger Mann reiste er durch Deutschland und Italien, wo er die kaufmännischen und technischen Grundlagen der Tabak-, Schnupftabak- und Likörproduktion erlernte, um später das Familienunternehmen zu leiten. Jedoch ging das Geschäft in den 1840er Jahren zurück, so entschied er sich angesichts der unsicheren politischen und wirtschaftlichen Verhältnisse dieser Zeit nach Südaustralien auszuwandern. Am 9. September 1849 legte er mit seiner Frau Johanna Charlotte (geborene Held) und ihren drei Kindern Benno, Hugo und Ottilie an Bord des Segelschiffes Emmy aus Hamburg ab und erreichte am 16. Januar 1850 Port Adelaide.

## Australien
Über einen Londoner Agenten hatte er 80 Acres Land in Golden Grove bei Adelaide erworben, das er aber bald verkaufte, nachdem er feststellten musste, dass es zum Tabakanbau ungeeignet war.  
Die Familie zog darauf nach Klemzig in die erste deutsche Siedlung Australiens. Noch im Jahr der Ankunft in Australien kaufte er von Hermann Kook, einem Farmer aus Tanunda, 158 Acres (etwa 64 Hektar) zum Preis von einem £ je Acre Land im Hundred of Nuriootpa des Barossa Districts und nannte es Seppeltsfield. Nach einem weiteren erfolglosen Versuch im Tabakanbau pflanzte er zur Einkommenssicherung Mais und Weizen an, etablierte aber gleichzeitig einen kleinen Weinberg. Seinen ersten Wein produzierte er erfolgreich in der Molkerei seiner Frau. 1851 wurde er australischer Staatsbürger.
Seppelt konzentrierte sich fortan auf die Weinproduktion, da aus England Nachfrage nach Weinen und Spirituosen aus den Kolonien bestand, zudem hatten  australische Krankenhäuser Bedarf an medizinischem Branntwein. Das Weingeschäft entwickelte sich rasant, und mit ihm wuchs Seppeltsfield. Bis 1867 hatte Seppelt Weinkeller und Gärtanks aus Mintaro-Schiefer erbaut.  Seinen Wein konnte er zum großen Teil entlang des Murray Rivers verkaufen, von wo dieser mit Raddampfern abtransportiert wurde.

## Nachfolge

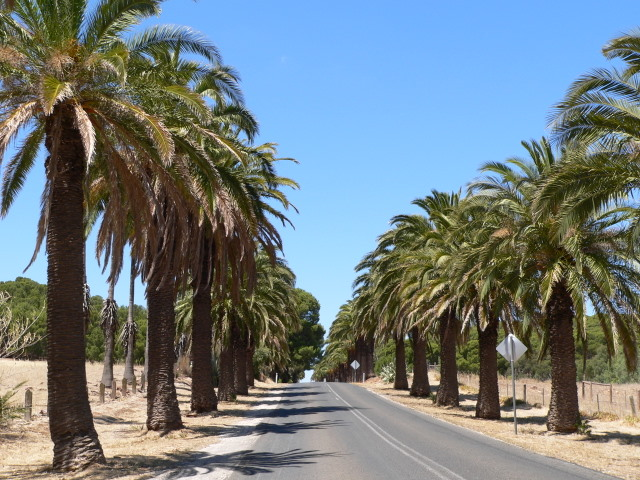
Palmen an den Straßen von Seppeltsfield, die die nachfolgenden Familien von Joseph Seppelt in der Zeit der Großen Depression pflanzen ließen, um ihre Arbeiter weiter zu beschäftigen.

Joseph Seppelt starb am 29. Januar 1868 an Delirium tremens. In einem Nachruf von 1951 wurden die Umstände seines Todes wie folgt beschrieben:
„...in the late summer of 1868, he caught a chill and within 24 hours was dead.“
„...im Spätsommer 1868 verkühlte er sich und verstarb innerhalb vom 24 Stunden.“
Er wurde in Greenock beerdigt. Seine Hinterlassenschaft wurde bei der Testamentsvollstreckung auf £1000 taxiert. Sein Sohn Benno Seppelt (1845–1931) übernahm im Alter von 21 Jahren die Geschäfte seines Vaters und etablierte im Jahr 1902 die B Seppelt & Sons Ltd. Nachdem er sich von den Geschäften zurückgezogen hatte, übernahm sein Sohn Oscar Benno Seppelt (1873–1963) das Unternehmen und führte es fort.
Die nachfolgenden Familien verhielten sich überaus sozial. So erhielten die etwa 100 Beschäftigten jeden Arbeitstag ein Frühstück und ein Mittagessen auf Kosten der Firma. In der Zeit der Großen Depression beschäftigte die Familie ihre Arbeiter weiter und ließ von ihnen Palmen an den Straßen von Seppeltsfields pflanzen.
1971 wurde das Unternehmen in eine Aktiengesellschaft umgewandelt und ging 1984 in South Australian Brewing auf. SA Brewing Holdings übernahm 1990, wurde umbenannt in The Penfolds Wines Group und 1994 erneut umbenennt in Southcorp Wines, die wiederum 2005 vom australischen Getränkekonzern  Foster’s Group erworben wurde. Der Seppeltsfield Estate Trust kaufte 2007 Seppeltsfield von der Foster’s Group.
Die von Seppelt gegründete Weinkellerei ist heute (2017) mit einer Produktion von 2 Millionen Litern Wein jährlich der größte Weinhersteller Australiens.